# Мастер W

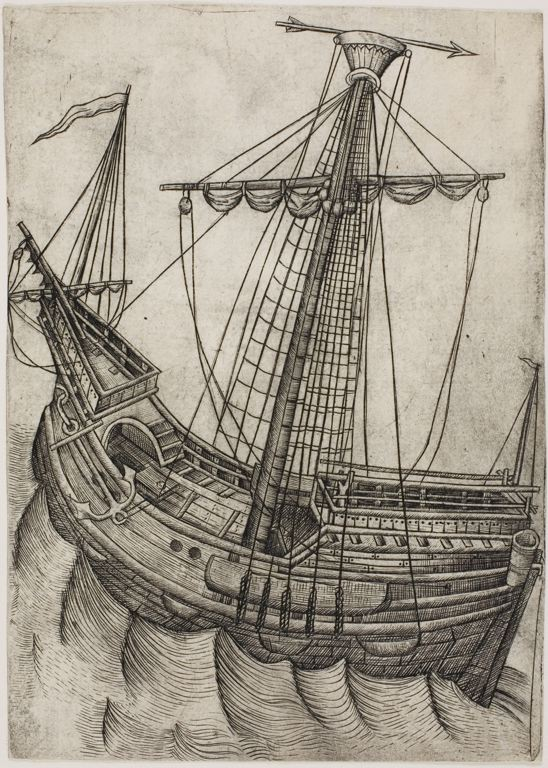
Гравюра парусного корабля. Мастер W (1475-1485)

Мастер W (также известный как Мастер WA или, в западных источниках, «Мастер W с ключом» (англ. Master W with key), или «Мастер значка» (англ. Master of Housemark»)) — неизвестный нидерландский гравер второй половины XV века, который, как считается, был ювелиром в Брюгге.
Мастером W его именуют благодаря монограмме, изображаемой на его гравюрах, в виде буквы W и «символа ключа». Сохранилось 82 работы, помеченных данной монограммой. Многие работы изображают элементы готической архитектуры и декоративные элементы и орнаменты, и, вероятно, создавались как шаблоны для других мастеров. Работы Мастера W приходятся на период 1465-1490 годов.
Также он является автором первых известных эстампов кораблей — серия, состоящая из 9 гравюр, в том числе известный «Kraeck 1475».
Вероятно, Мастер W выполнял заказы герцога Бургундии Карла Смелого, и его серия гравюр кораблей является изображением флота герцога.
На творчество Мастера W оказали влияние современные ему нидерландские гравёры, прежде всего Мастер I.A.M. из Зволле en:Master I. A. M. of Zwolle.